# 安嫩代爾 (明尼蘇達州)
安嫩代爾（英語：Annandale，/ˈænəndeɪl/ AN-ən-dayl）是一個位於美國明尼蘇達州賴特縣的城市。

## 歷史
安嫩代爾於1886年成立，1888年建制。安嫩代爾的郵局自1887年營運至今。

## 人口
根據2020年美國人口普查的數據，安嫩代爾的面積為7.79平方千米，皆為陸地。當地共有人口3330人，而人口密度為每平方千米427人。